# Икике
Икике (шп. Iquique) је град и лука на северу Чилеа и главни град региона Тарапака. У граду по подацима из 2002. године живи 216.700 становника.